# Orvos

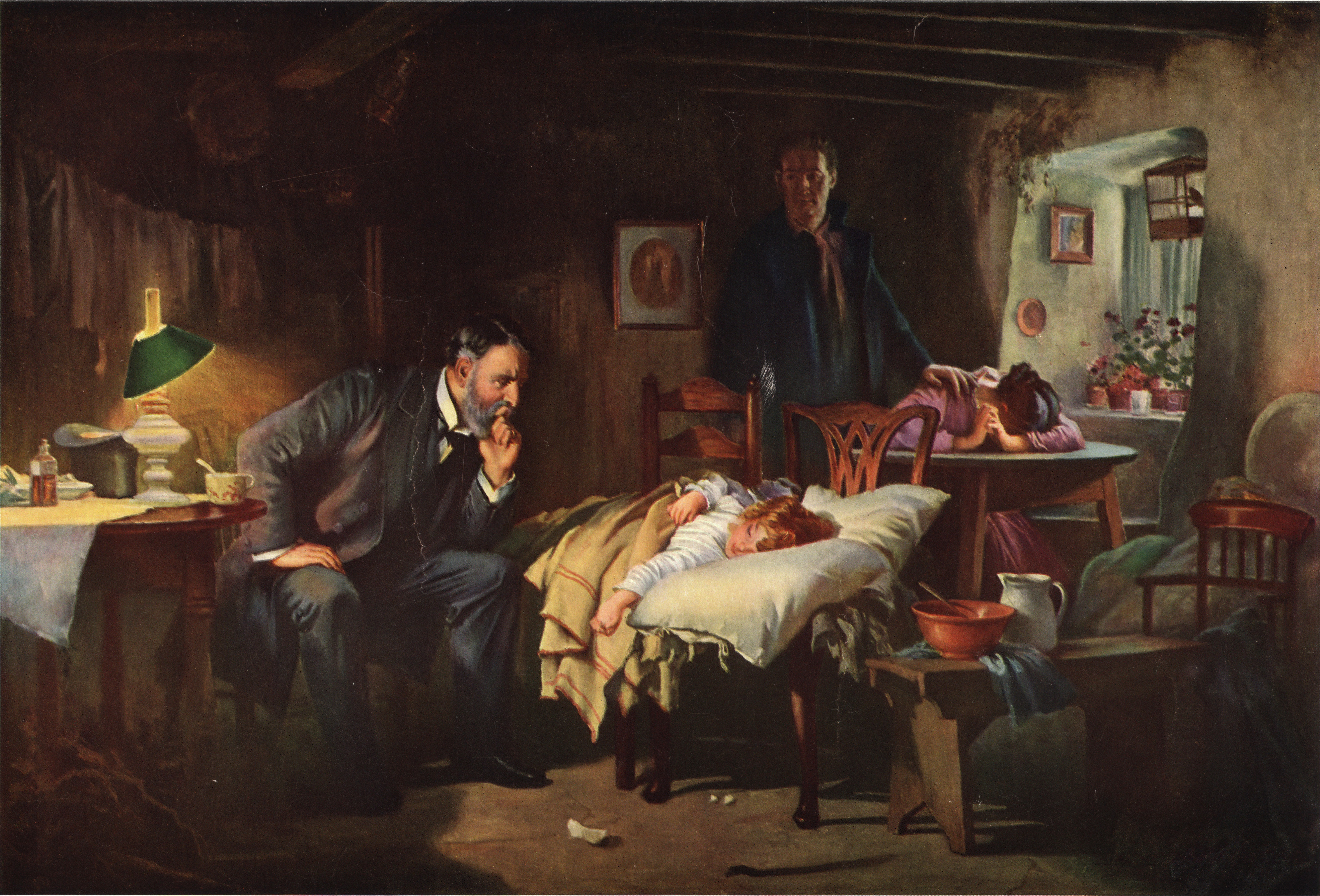
Orvos a betegágynál (Samuel Luke Fildes festménye)

Az orvos egészségügyi végzettséggel rendelkező, hivatásos szakember, aki a betegségek megelőzésével, felismerésével, gyógyításával és az egészség helyreállításával foglalkozik. Tevékenysége kiterjed a diagnosztikai vizsgálatokra, terápiás beavatkozásokra, a betegek gondozására és egészségnevelésére.  
Az orvosi hivatás gyakorlása legtöbb országban felsőfokú orvosi diploma megszerzéséhez és hatósági engedélyhez kötött. Magyarországon a szakmai tevékenységet az 1997. évi CLIV. törvény az egészségügyről és kapcsolódó jogszabályok szabályozzák, az orvosok országos nyilvántartásba vételével együtt.
Világszerte többféle orvosi képesítés létezik, például az M.D. (Doctor of Medicine), az M.B.B.S. (Bachelor of Medicine, Bachelor of Surgery) vagy az D.O. (Doctor of Osteopathy), amelyek jogosultságai országonként eltérhetnek. Az orvosi szakma a Világ Egészségügyi Szervezete (WHO) és a szakmai kamarák által meghatározott etikai normák és irányelvek szerint működik.
„Bénul a nyelv s duzzad; szárad forró lehelettől
s tátog a száj: a nehéz levegőt kapkodja magába.
Sem takarót, se ruhát nem tudnak tűrni a testek,
meztelenül teritik magukat le a földre, s a földtől
nem lesz hűvös a test, de a testtől forran a föld föl.
Orvosoló nem akad, s aki mégis gyógyit, a kórság
arra vadul rácsap, tudományuk lesz veszedelmük:
áll mennél közelebb, gyógyít mennél nemesebben,
hull annál hamarabb a halálba.” 
Publius Ovidius Naso: Metamorphoses, VII. 523–613.

## Története

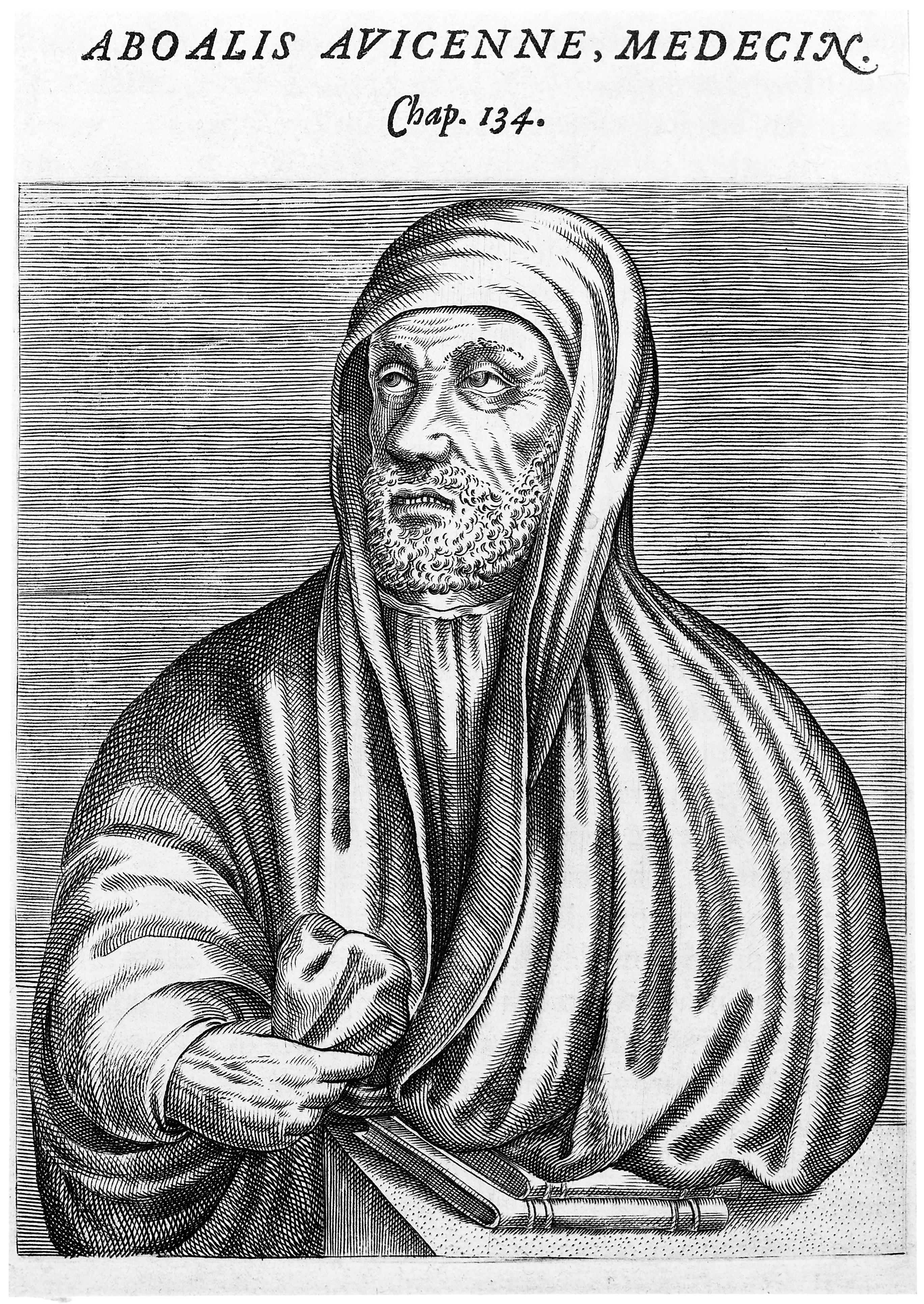
Avicenna középkori arab orvos portréja

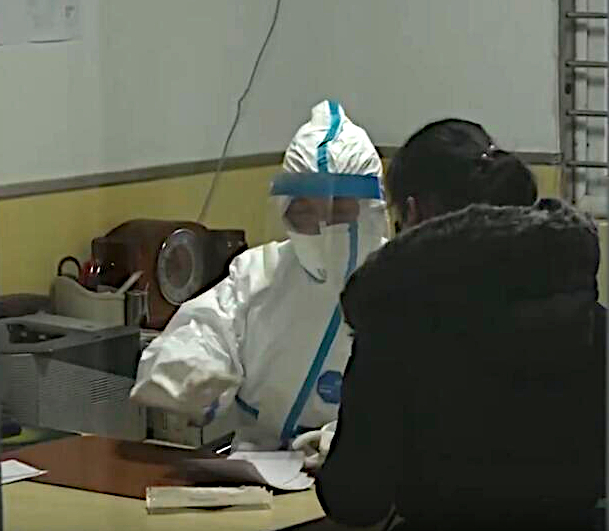
Egy védőfelszerelésbe öltözött kínai orvos fogadja az első fertőzött betegek egyikét a COVID–19-pandémia kitörésének első hónapjában a vuhani kórházban, 2020 januárjában

Az orvoslás története az emberiség hajnaláig nyúlik vissza, amikor a gyógyítás feladata az őskori közösségekben a sámánok, varázslók és gyógyítók kezében volt. E korai gyógyítók gyógynövényeket, sebészi beavatkozások kezdetleges formáit és vallási rítusokat alkalmaztak a betegségek kezelésére.
Az ókori Egyiptomban az orvostudomány intézményes formát öltött. A fáraók udvarában szolgáló orvosok, például Imhotep, fejlett sebészeti, fogászati és gyógyszerészeti ismeretekkel rendelkeztek, melyeket papirusztekercseken, így az Ebers-papiruszon is megörökítettek.
Az ókori Görögországban a gyógyítás világi hivatássá vált. Hippokratész (i. e. 460–377) rendszerezte a korábbi tudást és megalkotta a hippokratészi esküt, amely az orvosi hivatás etikai alapjává vált. Az ókor végén Galenosz munkái meghatározták az európai és közel-keleti orvosi gyakorlatot évszázadokon át.
A Római Birodalomban a katonaság és a városi lakosság egészségügyi ellátását is megszervezték. A birodalom bukása után a középkori Európában a kolostorok falai közé szorult vissza a gyógyítás, ahol a szerzetesek ápolták a betegeket, másolták és megőrizték az antik orvosi műveket.
A középkori iszlám világban az orvostudomány virágzását olyan tudósok munkássága fémjelezte, mint Ar-Rázi és Avicenna. Avicenna Kánon című enciklopédiája a középkori Európa egyetemein is alapvető tankönyv volt.
A reneszánsz idején az emberi anatómia ismerete jelentősen bővült, különösen Andreas Vesalius 1543-ban megjelent De humani corporis fabrica című művének köszönhetően. A 17. században William Harvey felfedezte a vérkeringés mechanizmusát, ami mérföldkőnek számított az élettanban.
A 19. század a modern orvostudomány kialakulásának kora volt: a mikrobiológia fejlődése (pl. Louis Pasteur, Robert Koch) feltárta a fertőző betegségek okait, míg az anesztézia és az antiszepszis bevezetése forradalmasította a sebészetet.
A 20. században a vakcinák, az antibiotikumok, az orvosi képalkotás (röntgen, CT, MRI) és a szervátültetés új korszakot nyitott. A század második felében a bizonyítékokon alapuló orvoslás vált meghatározóvá, és az orvosi specializáció tovább mélyült.
Magyarországon a középkorban a gyógyítást a kolostorok mellett a városokban megjelenő orvosok és felcserek végezték. A 18. században Mária Terézia megszervezte az országos egészségügyi igazgatást, és 1769-ben megalapította a mai Semmelweis Egyetem jogelődjét Kolozsváron. A 19. században olyan magyar orvosok váltak világhírűvé, mint Semmelweis Ignác, Korányi Frigyes vagy Markusovszky Lajos.
A 21. században az orvoslás globális kihívásokkal néz szembe, beleértve az öregedő társadalomot, az új fertőző betegségeket és a krónikus betegségek növekvő terhét. A modern orvos feladatai közé tartozik a betegközpontú ellátás, az interdiszciplináris csapatmunka és az egészségmegőrzés előmozdítása.

## A tevékenység szabályozása

### Magyarországon
Magyarországon orvosi tevékenységet csak az a személy végezhet, aki szerepel az orvosok országos nyilvántartásában, és rendelkezik a Nemzeti Népegészségügyi Központ által kiállított, érvényes működési engedéllyel.
A külföldön szerzett orvosi diploma birtokában a nyilvántartásba vétel csak akkor lehetséges, ha az oklevelet valamely magyarországi orvostudományi egyetem elismeri, vagy ha azt honosítási (nosztrifikációs) eljárás keretében érvényesítik.
Az orvosok szakterületüknek megfelelően dolgozhatnak állami vagy magán fenntartású egészségügyi intézményekben, valamint saját orvosi praxisban. Munkájuk során rendszeres kapcsolatot kell tartaniuk az egészségügy irányításáért és felügyeletéért felelős szervezetekkel, többek között a Nemzeti Egészségbiztosítási Alapkezelővel (NEAK), a Nemzeti Népegészségügyi Központtal (NNK) és az Országos Kórházi Főigazgatósággal (OKFŐ).  
Az orvosi hivatás gyakorlását és etikai kereteit Magyarországon több jogszabály és szakmai irányelv határozza meg, amelyek az egészségügyi ellátás minőségének biztosítását, valamint a betegek jogainak védelmét szolgálják.

## Az orvosi foglalkozás Magyarországon
Foglalkozási szempontból a FEOR megkülönböztet általános orvost és szakorvost.

### Általános orvos
Az általános orvos (FEOR-száma: 2211) alkalmazza a modern orvostudomány elveit és eljárásait. Praxisuk nem korlátozódik bizonyos betegségcsoportokra vagy kezelési módszerekre, egyszerűbb tanácsadó, diagnosztikai gyógyászati és megelőző orvosi szolgáltatásokat nyújt.
Feladatai közé tartozik a tanácsadás és szűrés a lakosság részére, közegészségügyi-járványügyi feladatok ellátása, egészségügyi felvilágosítás, a beteg vizsgálata, gyógykezelése, egészségi állapotának ellenőrzése, betegek és családtagjaik tájékoztatása a kezelésről, gondozásról és szükség esetén szakorvosi vizsgálatra, vagy fekvőbeteg-gyógyintézeti ellátásra utalása, orvosi rehabilitálás végzése, laboratóriumi vizsgálatok, röntgen és egyéb diagnosztikai eljárások elrendelése és eredményük elemzése, betegek egészségügyi adatainak nyilvántartása és továbbítása, egészségügyi statisztikák készítése, ügyeleti szolgálat ellátása, látlelet kiadása és halottvizsgálat.

### Szakorvos
A szakorvos (FEOR-száma: 2212) A modern orvostudomány elveit és eljárásait alkalmazza bizonyos betegségcsoportokra, betegségtípusokra, kezelési módokra specializálódva szakvizsgálatokat végezve, diagnosztikai, orvosi, sebészeti, fizikai és pszichológiai technikákat alkalmazva (megelőzi, diagnosztizálja és kezeli a humán betegségeket és sérüléseket). Szakterületén orvosi kutatást és oktatást végez.
Feladataihoz sorolhatók a szakorvosi kezelések, a betegek más szakorvosi kezelésekre utalása, betegek egészségügyi adatainak nyilvántartása és továbbítása, laboratóriumi vizsgálatok, röntgen és egyéb diagnosztikai eljárások elrendelése és eredményük elemzése, páciensek és családtagjaik tájékoztatása a kezelésről és gondozásról, egészségügyi statisztikák készítése, ügyeleti szolgálat ellátása, orvosszakértői tevékenység végzése, halottvizsgálat, valamint tudományos kutatás és ahhoz kapcsolódó közlemények készítése.

## Orvosi eskü
Az orvosi eskü szövege Magyarországon:
Én ... esküszöm, hogy orvosi hivatásomhoz mindenkor méltó magatartást tanúsítok. Orvosi tudásomat a betegségek megelőzésére, a betegek testi-lelki javára, betegségük gyógyítására fordítom. A hozzám fordulók bizalmával, kiszolgáltatott helyzetével visszaélni nem fogok, titkaikat fel nem fedem. Egyenlő figyelemmel és gondossággal gyógyítok minden embert. Tudásomat és gyakorlati ismereteimet állandó képzéssel magas szinten tartom, de ismereteim és képességeim korlátait is tudomásul veszem. Az orvosi működésemmel kapcsolatos etikai követelményeket tiszteletben tartom. Arra törekszem, hogy az orvostudomány, valamint az  Orvostudományi Egyetem jó hírnevét öregbítsem és megbecsülését előmozdítsam.

## Orvosi titoktartás
Az orvosi titoktartás az orvos hivatásának alapvető etikai és jogi kötelezettsége, amely kiterjed minden olyan információra, amely a beteg egészségi állapotára, személyes adataira vagy magánéletére vonatkozik, és amelyet az orvos a gyógyítás során tudomására jutott.
A titoktartási kötelezettség alól a beteg írásbeli hozzájárulása vagy törvényben meghatározott esetek adhatnak felmentést. Ilyen kivétel például:  
- hatósági vagy bírósági eljárás, amelyben jogszabály kötelezi az orvost az adatszolgáltatásra,
- közegészségügyi-járványügyi intézkedés,
- a beteg vagy más személy életének, testi épségének közvetlen veszélyeztetése,
- kiskorú vagy cselekvőképtelen személy érdekében szükséges tájékoztatás.

Magyarországon a titoktartás megszegése jogi következményekkel járhat, amelyek polgári, fegyelmi vagy büntetőjogi felelősségre vonást vonhatnak maguk után.
Az orvosi eskü és az etikai kódex egyaránt előírja, hogy a titoktartási kötelezettség a beteg halála után is fennmarad, kivéve, ha a nyilvánosságra hozatal tudományos vagy történeti kutatás célját szolgálja, és jogszabály ezt lehetővé teszi.

## Munkakörök az Egészségügyért felelős Minisztérium irányítása alatti közalkalmazott esetében, ha nem oktató (356/2008 Korm. rend.)
orvos: általános orvosi diploma
szakorvos: általános orvosi diploma + szakvizsga

## Beosztások (Intézményi hatáskör)
- szakorvos
- adjunktus
- főorvos
- részlegvezető
- osztályvezető
- igazgató

## Szakterületek képviselői
Magyarországon ahhoz, hogy egy orvos dolgozhasson vagy kutathasson egy adott szakterületen, le kell tennie legalább egy orvosi szakvizsgát. Általában a rezidens évek után vizsgáznak az általános orvosok, utána válik belőlük szakorvos. A higiénikus orvosok, akiket a Szovjetunió fennállása idejében képeztek, szintén tehetnek Magyarországon orvosi szakvizsgát - csakúgy, mint az általános orvosi végzettségűek.
Elsőként megszerezhető szakképzések:
|     | Szakképzés                           | Képzési idő |
| 1.  | Aneszteziológia és intenzív terápia  | 60 hónap    |
| 2.  | Arc-, állcsont-, és szájsebészet     | 70 hónap    |
| 3.  | Belgyógyászat                        | 60 hónap    |
| 4.  | Belgyógyászati angiológia            | 55 hónap    |
| 5.  | Bőr-, nemigyógyászat és kozmetológia | 60 hónap    |
| 6.  | Csecsemő- és gyermekgyógyászat       | 52 hónap    |
| 7.  | Érsebészet                           | 71 hónap    |
| 8.  | Foglalkozás-orvostan                 | 50 hónap    |
| 9.  | Fül-orr-gégegyógyászat               | 60 hónap    |
| 10. | Gasztroenterológia                   | 60 hónap    |
| 11. | Geriátria                            | 58 hónap    |
| 12. | Gyermek- és ifjúságpszichiátria      | 59 hónap    |
| 13. | Gyermeksebészet                      | 75 hónap    |
| 14. | Háziorvostan                         | 39 hónap    |
| 15. | Hematológia                          | 48 hónap    |
| 16. | Idegsebészet                         | 72 hónap    |
| 17. | Igazságügyi orvostan                 | 57 hónap    |
| 18. | Infektológia                         | 55 hónap    |
| 19. | Kardiológia                          | 60 hónap    |
| 20. | Klinikai genetika                    | 51 hónap    |
| 21. | Klinikai laboratóriumi genetika      | 51 hónap    |
| 22. | Klinikai onkológia                   | 60 hónap    |
| 23. | Megelőző orvostan és népegészségtan  | 48 hónap    |
| 24. | Mellkassebészet                      | 60 hónap    |
| 25. | Nefrológia                           | 60 hónap    |
| 26. | Neurológia                           | 54 hónap    |
| 27. | Nukleáris medicina                   | 57 hónap    |
| 28. | Ortopédia és traumatológia           | 72 hónap    |
| 29. | Orvosi laboratóriumi diagnosztika    | 54 hónap    |
| 30. | Orvosi mikrobiológia                 | 58 hónap    |
| 31. | Oxyológia és sürgősségi orvostan     | 60 hónap    |
| 32. | Patológia                            | 62 hónap    |
| 33. | Plasztikai és égés-sebészet          | 73 hónap    |
| 34. | Pszichiátria                         | 59 hónap    |
| 35. | Radiológia                           | 62 hónap    |
| 36. | Rehabilitációs medicina              | 52 hónap    |
| 37. | Reumatológia                         | 60 hónap    |
| 38. | Sebészet                             | 72 hónap    |
| 39. | Sugárterápia                         | 58 hónap    |
| 40. | Szemészet                            | 51 hónap    |
| 41. | Szívsebészet                         | 75 hónap    |
| 42. | Szülészet-nőgyógyászat               | 53 hónap    |
| 43. | Transzfuziológia                     | 39 hónap    |
| 44. | Tüdőgyógyászat                       | 58 hónap    |
| 45. | Urológia                             | 60 hónap    |

Ráépített szakképzések, bemeneti követelményük és képzési idejük:
|     | Szakképzés                                       | Bemeneti követelmény | Képzési idő |
| 1.  | Addiktológia                                     | gyermek- és ifjúságpszichiátria, pszichiátria, aneszteziológia és intenzív terápia, belgyógyászat, csecsemő- és gyermekgyógyászat, háziorvostan, neurológia, oxyológia és sürgősségi orvostan, tüdőgyógyászat | 25 hónap    |
| 2.  | Allergológia és klinikai immunológia             | belgyógyászat, bőrgyógyászat, csecsemő- és gyermekgyógyászat, fül-orr- gégegyógyászat, infektológia, neurológia, reumatológia, sebészet, szemészet, szülészet-nőgyógyászat, transzfuziológia, tüdőgyógyászat | 24 hónap    |
| 3.  | Andrológia                                       | urológia, belgyógyászat, bőrgyógyászat, csecsemő- és gyermekgyógyászat, szülészet-nőgyógyászat | 24-48 hónap |
| 4.  | Audiológia                                       | fül-orr-gégegyógyászat | 24 hónap    |
| 5.  | Csecsemő- és gyermek fül-orr-gégegyógyászat      | fül-orr-gégegyógyászat | 24 hónap    |
| 6.  | Csecsemő- és gyermekgyógyászati intenzív terápia | aneszteziológia és intenzív terápia, csecsemő- és gyermekgyógyászat | 24 hónap    |
| 7.  | Csecsemő- és gyermek-kardiológia                 | csecsemő- és gyermekgyógyászat | 36 hónap    |
| 8.  | Diagnosztikus cytológia                          | patológia | 24 hónap    |
| 9.  | Egészségbiztosítás                               | bármely alap szakképesítés | 24 hónap    |
| 10. | Endokrinológia és anyagcsere-betegségek          | belgyógyászat, csecsemő- és gyermekgyógyászat, szülészet-nőgyógyászat | 24 hónap    |
| 11. | Gyermek gasztroenterológia                       | csecsemő- és gyermekgyógyászat | 24 hónap    |
| 12. | Gyermek hemato-onkológia                         | csecsemő- és gyermekgyógyászat | 36 hónap    |
| 13. | Gyermek-neurológia                               | csecsemő- és gyermekgyógyászat, neurológia | 24 hónap    |
| 14. | Gyermek-nőgyógyászat                             | szülészet-nőgyógyászat | 36 hónap    |
| 15. | Gyermek-radiológia                               | radiológia, csecsemő- és gyermekgyógyászat | 24-30 hónap |
| 16. | Gyermeksürgősségi orvostan                       | csecsemő- és gyermekgyógyászat, oxyológia és sürgősségi orvostan | 24 hónap    |
| 17. | Gyermektraumatológia                             | gyermeksebészet, ortopédia és traumatológia | 24 hónap    |
| 18. | Gyermek-tüdőgyógyászat                           | csecsemő- és gyermekgyógyászat | 25 hónap    |
| 19. | Honvéd-, katasztrófa- és rendvédelem-orvostan    | aneszteziológia és intenzív terápia, belgyógyászat, foglalkozás-orvostan, háziorvostan, igazságügyi orvostan, infektológia, megelőző orvostan és népegészségtan, neurológia, ortopédia és traumatológia, oxyológia és sürgősségi orvostan, plasztikai és égés-sebészet, sebészet, szívsebészet, repülőorvostan, urológia | 24 hónap    |
| 20. | Igazságügyi pszichiátria                         | pszichiátria, gyermek- és ifjúságpszichiátria | 24 hónap    |
| 21. | Intenzív terápia                                 | belgyógyászat, kardiológia, neurológia, tüdőgyógyászat | 24 hónap    |
| 22. | Iskola-egészségtan és ifjúságvédelem             | belgyógyászat, foglalkozás-orvostan, csecsemő- és gyermekgyógyászat, háziorvostan | 24-33 hónap |
| 23. | Kézsebészet                                      | ortopédia és traumatológia | 24 hónap    |
| 24. | Klinikai farmakológia                            | bármely alap szakképesítés | 25 hónap    |
| 25. | Klinikai neurofiziológia                         | aneszteziológia és intenzív terápia, csecsemő- és gyermekgyógyászat, gyermek- és ifjúság-pszichiátria, idegsebészet, neurológia, pszichiátria | 24 hónap    |
| 26. | Laboratóriumi hematológia és immunológia         | orvosi laboratóriumi diagnosztika, transzfuziológia | 24 hónap    |
| 27. | Molekuláris genetikai diagnosztika               | igazságügyi orvostan, klinikai genetika, orvosi laboratóriumi diagnosztika, orvosi mikrobiológia, patológia | 24 hónap    |
| 28. | Munkahigiéné                                     | foglalkozás orvostan, megelőző orvostan és népegészségtan | 24 hónap    |
| 29. | Neonatológia                                     | csecsemő- és gyermekgyógyászat | 24 hónap    |
| 30. | Neuro-nukleáris medicina                         | nukleáris medicina | 27 hónap    |
| 31. | Neuroradiológia                                  | radiológia | 24 hónap    |
| 32. | Nőgyógyászati daganatsebészet                    | szülészet-nőgyógyászat | 36 hónap    |
| 33. | Orvosi rehabilitáció                             | kardiológia, csecsemő- és gyermekgyógyászat, gyermek- és ifjúságpszichiátria, pszichiátria, tüdőgyógyászat | 24-25 hónap |
| 34. | Pszichoterápia                                   | bármely alap szakképesítés | 24-36 hónap |
| 35. | Repülőorvostan                                   | aneszteziológia és intenzív terápia, belgyógyászat, foglalkozás-orvostan, fül-orr-gégegyógyászat, háziorvostan, honvéd-, katasztrófa- és rendvédelem-orvostan, kardiológia, neurológia, ortopédia és traumatológia, oxyológia és sürgősségi orvostan, szemészet, tüdőgyógyászat                                          | 24 hónap    |
| 36. | Reproduktív medicina                             | szülészet-nőgyógyászat | 24 hónap    |
| 37. | Sportorvostan                                    | bármely alap szakképesítés | 24 hónap    |
| 38. | Trópusi betegségek                               | belgyógyászat, infektológia | 24 hónap    |

## Orvosi bizonyítvány
Az orvos által kiadott dokumentumok hivatalos okiratnak minősülnek, amelyek joghatással bírnak és bizonyító erejük van a hatósági, bírósági és biztosítási eljárásokban. A bizonyítványok és igazolások kiállítása során az orvos köteles a valóságnak megfelelő adatokat rögzíteni, a szakmai szabályok betartásával.
Magyarországon minden hivatalos orvosi dokumentumot az orvos saját kezű aláírásával és körbélyegzőjével kell hitelesíteni. A dokumentumok hamisítása, meghamisítása vagy jogosulatlan kiadása büntetőjogi következményekkel járhat.
Az orvosi bizonyítványok leggyakoribb típusai:  
- orvosi igazolás a munkából vagy iskolából való távolmaradásról,
- táppénzes igazolás,
- ambuláns lap, zárójelentés,
- szakorvosi vélemény,
- születési és halottvizsgálati bizonyítvány,
- gyógyszerfelírás (recept),
- beutaló és vizsgálatkérő lap.

## Orvosi felelősség
Az orvos felelőssége kiterjed a szakmai kompetenciáján belül végzett tevékenység minden elemére, beleértve a diagnózis felállítását, a kezelés megtervezését és végrehajtását, valamint a beteg tájékoztatását. Az orvosnak biztosítania kell a beteg biztonságát, a beavatkozások szakmai szabályoknak megfelelő kivitelezését, és figyelemmel kell lennie a kollégáival, valamint az egészségügyi team többi tagjával való együttműködésre.
A felelősség három fő területre osztható:  
- szakmai felelősség – a gyógyítás során követett eljárások és döntések minősége,
- etikai felelősség – a beteg méltóságának, jogainak és titkainak tiszteletben tartása,
- jogi felelősség – a jogszabályok és kötelező szakmai irányelvek betartása.

## Orvosi műhiba
Az orvosi műhiba olyan szakmai hiba vagy mulasztás, amely az orvosi beavatkozás során, a szakmai szabályok megszegése vagy gondatlanság következtében a beteg egészségkárosodását, állapotromlását vagy halálát okozza.
Az orvosi beavatkozások minden esetben kockázattal járnak, ezért a műhiba megállapításához szükséges, hogy a kár egyértelműen a szakmai szabályok megszegéséből fakadjon. Ilyen esetben a vizsgálatot betegjogi képviselő, igazságügyi orvosszakértő és szükség esetén bíróság folytatja le.
A műhibák jogkövetkezményei lehetnek:  
- polgári jogi kártérítés,
- fegyelmi eljárás,
- büntetőjogi felelősségre vonás.

A műhibák megelőzésében kiemelt szerepe van a folyamatos szakmai továbbképzésnek, a dokumentáció pontos vezetésének és a beteggel való nyílt kommunikációnak.

## Orvosképzés
Az orvosképzés az orvostudományi egyetemek feladata, amely magában foglalja az elméleti ismeretek, a gyakorlati készségek és a szakmai etika elsajátítását. A középkorban az orvoslás viszonylag korán elkülönült más tudományterületektől, gyakorlati fontossága miatt azonban az oktatás sokáig egyházi keretek között zajlott. A sebészet a középkor elején nem képezte az orvosi tananyag részét, azt többnyire felcserek és borbélyok gyakorolták.
Magyarországon a mai Semmelweis Egyetem jogelődjét 1769-ben alapították Kolozsvárott, majd 1777-ben Budára helyezték át. Jelenleg négy orvostudományi egyetem működik az országban: Budapesten, Debrecenben, Pécsett és Szegeden.  
A magyar orvosképzés hatéves, és négy fő képzési blokkra oszlik:
1. Alapozó tárgyak (1–2. év): anatómia, élettan, biokémia, biofizika, orvosi latin, kötelezően választott és szabadon választható kurzusok.
2. Preklinikai tárgyak (3. év): patológia, farmakológia, mikrobiológia, orvosi pszichológia.
3. Klinikai tárgyak (4–5. év): belgyógyászat, sebészet, gyermekgyógyászat, szülészet-nőgyógyászat, különböző szakorvosi gyakorlatok.
4. Szigorlói év (6. év): a hallgató teljes körű klinikai gyakorlaton vesz részt, amelyet záróvizsga és a diploma megvédése követ.

A magyar általános orvosi diploma nemzetközi besorolás szerint MD (Doctor of Medicine) képesítésnek minősül, és az Európai Unióban automatikusan elismert a 2005/36/EK irányelv alapján.

### Orvosképzés külföldön
A legtöbb országban az általános orvosképzés felépítése hasonló a magyar modellhez, azonban időtartama, a belépési követelmények és a képesítések elnevezése eltérhet. Magyarország elismeri az EU/EGT-országokban szerzett orvosi diplomákat, valamint bizonyos harmadik országok okleveleit, amennyiben azok honosítási eljáráson esnek át.
Egyes országokban sajátos orvosi képesítések is léteznek:
- Oszteopátiás orvos (D.O., Doctor of Osteopathy) – főként az Egyesült Államokban és Kanadában képzik. Az oszteopátiás orvosok teljes körű orvosi jogosultsággal rendelkeznek, ugyanazon szakvizsgákat letehetik, mint az MD-végzettségűek, de képzésükben hangsúlyos a manuálterápia és a holisztikus megközelítés.[27]
- Podiáter orvos (D.P.M., Doctor of Podiatric Medicine) – főként lábsebészetre és a láb egészségére specializálódott szakképzettség, amelyet az Egyesült Államokban és Kanadában ismernek el.[28]

Korábban Magyarországon létezett **higiénikus orvos** képzés is (1950–1992 között, pl. Leningrádban és Marosvásárhelyen), amely jogilag egyenértékű volt az általános orvosi diplomával, de ma már nem szerezhető meg.